# Martin Möller
Per Martin Qvarmans Möller, född 15 augusti 1975 i Falkenberg i Halland, är en svensk fotbollstränare, sedan 2021 förbundskapten för det svenska U23-landslaget i fotboll. Qvarmans Möller har utöver sin tid på svenska fotbollsförbundet varit ansvarig tränare för NIU klasser, Nationell idrottsutbildning, på Arlandagymnasiet i Märsta, norr om Stockholm. Mellan år 1999 och 2012 även fotbollstränare för SSHL Varsity Team, ett skollag från Sigtunaskolan humanistiska läroverket i Sigtuna där bland annat deltagit i internationella skoltävlingen NECIS (Northwest European Council of International Sports). Mellan 2012 och 2015 var Qvarmans Möller Tipselittränare i IK Sirius Fotboll och ansvarade bland annat för U17, U19 och delat ansvar för U21.

## Biografi
Qvarmans Möller är född 1975 i Falkenberg. Åren 1993–1994 utbildade han sig till idrottsledare vid Katrinebergs folkhögskola i Halland. År 2012 genomförde han utbildningen UEFA A Diploma och 2013 UEFA Elite Youth A Diploma.
| År        | Utbildning               | Utbildare                 | Titel         |
| --------- | ------------------------ | ------------------------- | ------------- |
| 1993-1994 | Idrottsledare            | Katrinebergs Folkhögskola | Idrottsledare |
| 2012      | UEFA A Diploma           | UEFA, SvFF                | -             |
| 2013      | UEFA Elite Youth Diploma | UEFA, SvFF                | -             |

## Förbundskapten
I början av 2021 tillsätts Martin Qvarmans Möller som assisterande tränare för U23-landslaget under ledning av förbundskaptenen Renée Slegers. När Slegers till sommaren tog över som huvudtränare för FC Rosengård lämnar hon även sitt uppdrag som U23-förbundskapten. I väntan på att tillsätta en ny förbundskapten klev Qvarmans Möller in, om än tillförordnad tills årsskiftet 2021/2022.  Qvarmans Möller fick ett förlängt kontrakt med Svenska fotbollsförbundet och blev därmed permanent tillsatt som förbundskapten för det svenska U23 landslaget i fotboll.

## Upplands fotbollsförbund
Martin Qvarmans Möller var inom Upplands fotbollsförbund bland annat ansvarig spelarutbildare samt distriktsförbundskapten, DFK, för Upplands FF.

## Karriär

### Spelarkarriär[1]
Qvarmans Möllers spelarkarriär började i IF Böljan, ett fotbollsslag från Falkenberg. Därefter Skrea IF (Falkenberg); Helenelunds IK (Sollentuna) och till sist Sigtuna IF FK.
| Lag            | Stad       | Land    |
| -------------- | ---------- | ------- |
| IF Böljan      | Falkenberg | Sverige |
| Skrea IF       | Falkenberg | Sverige |
| Helenelunds IK | Sollentuna | Sverige |
| Sigtuna IF FK  | Sigtuna    | Sverige |

### Tränarkarriär[1]
Martin Qvarmans Möllers tränarkarriär började i Sigtuna IF FK, den klubb som han senare agerar sportchef för. Via Upplands Fotbollsförbund (som DFK och spelarutbildare) och NIU (Arlandagymnasiet och Celciusskolan) tar sig Qvarmans Möller till Svenska fotbollsförbundet och som rollen som förbundskapten för U23 dam, där han tillträder under sommaren 2021.